# Rhinolophus cornutus
Rhinolophus cornutus är en fladdermusart som beskrevs av Coenraad Jacob Temminck 1835. Rhinolophus cornutus ingår i släktet Rhinolophus och familjen hästskonäsor. Inga underarter finns listade i Catalogue of Life. Wilson & Reeder (2005) skiljer mellan 5 underarter.
Denna fladdermus lever i Japan. IUCN klassificerar populationen som underart till Rhinolophus pusillus.